# Schloss Vorbach
Das abgegangene Schloss Vorbach lag in der oberpfälzischen Gemeinde Vorbach im Landkreis Neustadt an der Waldnaab. Von dem Hofmarkschloss heißt es, es wurde „von seinem Besitzer anfangs der 1970er Jahre so gründlich beseitigt, dass die regionale Forschung nicht einmal ein Bild beizubringen vermochte“.

## Geschichte
Der Sitz zu Forwein (Vorba, Forba) wird erstmals in einem leuchtenbergischen Lehenbrief von 1454 genannt. Darin wird einem Linhard Bibracher bestätigt, dass ihm der Sitz von seinem Bruder Thomas Bibracher „anerstorben“ sei. Das heißt aber auch, dass der Sitz schon früher bestanden haben muss. Das Geschlecht der Herren von Bibra(ch) ist aus der in der Nähe liegenden Burg Oberbibrach bekannt. 1490 ist Erhard von Tobernegk mit dem Sitz zu Vorbach belehnt worden, zuvor war er im Besitz des schickerten Ponreuters. 1510 trennten sich Erhard von Tobernegk und seine Frau Margreth von ihrem Besitz, den sie an den „ehrbarn und festen“ Hans Haidenaber zu Hochstett, Richter zu Auerbach, verkauften. 1550 ging es auf dem Kaufweg an seinen Vetter Wolf von Haidenab zu Zeulenreuth. Es muss dann noch einen Besitzwechsel an Hans von Haidenab gegeben haben, der dann den nächsten Verkauf tätigte.

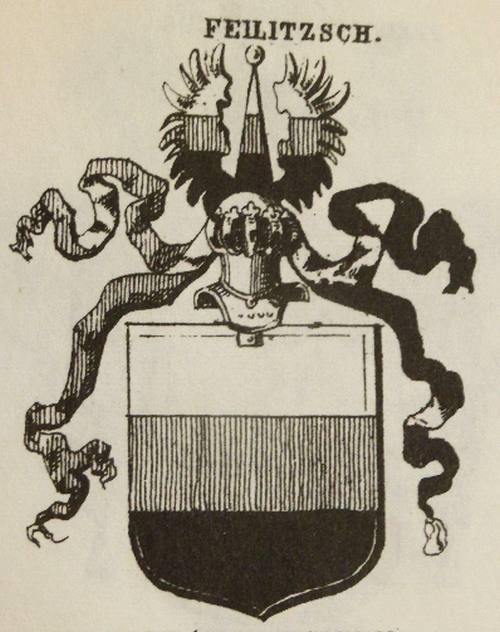
Wappen der Feilitzsch nach Siebmachers Wappenbuch

1583 haben die Feilitzsch das Rittergut als leuchtenbergisches Lehen im Tausch gegen ein Burggut zu Creußen erworben. Der Erwerber Abraham von Feilitzsch verstarb drei Jahre später kinderlos und die Landgrafen von Leuchtenberg wollten das Mannlehen einziehen. Dagegen wehrten sich die Witwe Kunigunde und später sein Bruder Melchior von Feilitzsch, Kammergerichtsbeisitzer am Reichskammergericht zu Speyer, der mit drastischen Worten den schlechten Zustand des Gutes beschrieb. Schließlich erhält er 1586 den Lehensbrief. Aber bereits 1588 war Melchior von Feilitzsch als Schlossherr verstorben und der Klosterrichter von Kloster Speinshart, Philipp von Lindenfels auf Guthenau, hatte als Vormund des minderjährigen Sohnes Marquard von Feilitzsch die Verwaltung des Gutes übernommen. Er bestellte verschiedene Pächter und gab Anweisung, das Gut wieder instand zu setzen. Das verpachtete Gut wurde einige Jahre nicht bestellt, wie aus einem Bericht des leuchtenbergischen Lehenvogtes vom 2. Juni 1601 hervorgeht. 1594 zerstörte eine Feuersbrunst wieder große Teile des Gutes. Philipp von Lindenfels erteilte Weisung, das Schlossgebäude wieder zu errichten, aber die Arbeiten gingen nur schleppend voran. Am 4. September 1600 wurde der volljährig gewordene Marquard von Feilitzsch mit dem Gut belehnt. Dieser hatte zuvor in Speyer und Straßburg Jura studiert. Als er 1600 nach Vorbach kam, setzte er den Dorfwirt für ein Jahr als Pächter des Gutes ein, da er selbst noch seine Studien beenden musste. Bei seiner Rückkehr sah er, dass weiterer Schaden an seinem Gut angerichtet worden war. Sein Versuch, das Gut zu verkaufen, scheiterte an der fehlenden Zustimmung von Seiten der Leuchtenberger Lehensverwaltung. Erst 1606 konnte er in Vorbach für längere Zeit seinen Wohnsitz nehmen und begann mit dem Wiederaufbau seines Gutes. Da er von seinen  Untertanen unangemessene Scharwerksdienste forderte, kam es zu einem „Bauernaufstand“. Sieben taten sich zusammen und verweigerten die Arbeitsleistung, der Streit zog sich bis zum 18. Dezember 1607 hin und wurde letztlich durch einen Entscheid der Regierung zu Amberg beendet, wobei die Bauern nicht gut abschnitten und einige auch auswanderten. Marquard von Feilitzsch versuchte mehrmals, das Gut loszuwerden, aber dafür wurde nie Consens erteilt. Schließlich verpachtete er sein Gut und wurde kurpfälzischer Pfleger auf Burg Hartenstein bei Velden, später wurde er als Anhänger Martin Luthers 1623 Assessor am Reichskammergericht in Speyer. Damit entging er der durch Kurfürst Maximilian I. eingeleiteten Gegenreformation in der Oberpfalz. 1640 kam die Nachricht, er und drei seiner Söhne seien (vermutlich an der Pest) verstorben; sein letzter und jüngster Sohn hatte niemals Ansprüche auf das Gut Vorbach erhoben.
1640, in den letzten Jahren des Dreißigjährigen Krieges, berichtete der Landrichter von Auerbach an die Regierung in Amberg von dem verödeten Gut Vorbach und dem leerstehenden Schloss. 1650 wurde als neuer Lehensnehmer der lutheranische Friedrich Teuffel von Birkensee auf Frankenberg genannt. Da er Protestant war, durfte er Vorbach nur alle acht Tage einmal besuchen, aber immerhin bekam er Vorbach als Mann- und Weiberlehen verliehen. 1672 war der neue Besitzer verstorben, und seine Enkel Christoph Wilhelm von Teuffel trat am 2. Dezember 1672 das Erbe an, 1691 nannte er sich Christoph Wilhelm von Teuffel auf Pilgramsreuth und auch er bemühte sich intensiv um den Verkauf seines hiesigen Gutes. Am 7. Juli 1696 wurde erlaubt, dass das Gut an Franz zu Quesnoy verkauft werden durfte. Bereits 1699 wollte er die Hofmark an seinen Sohn Georg vererben, der aber doppelten Handlohn hätte bezahlen müssen, was ihm nicht möglich war.

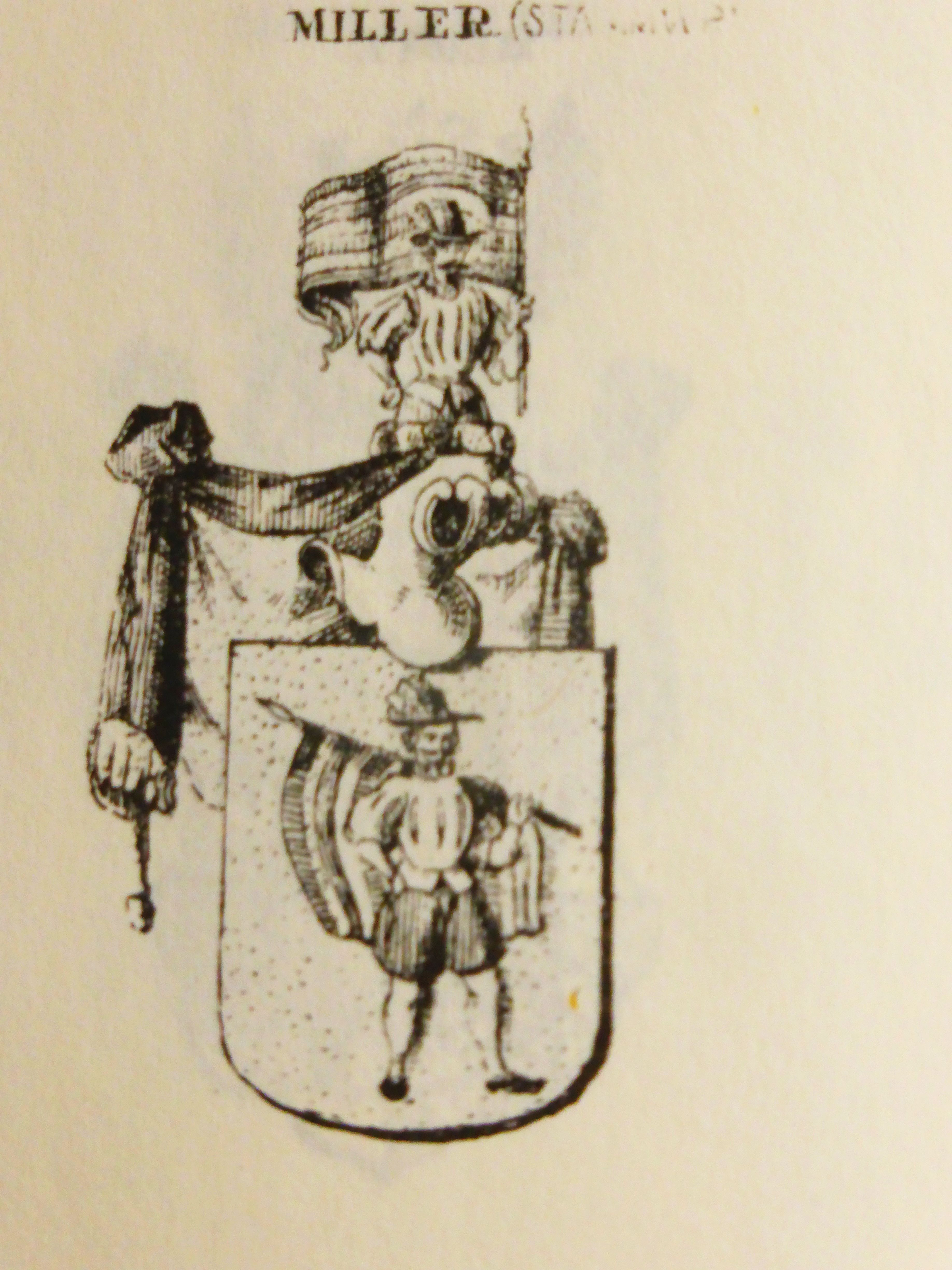
Stammwappen der Miller nach Siebmachers Wappenbuch

So kam um 1705 die Hofmark in den Besitz des Johann von Miller auf Altammerthal und Fronhofen, Pfleger von Eschenbach, der auch im benachbarten Schloss Thurndorf residierte. Unter ihm wurde die heruntergewirtschaftete Hofmark (es muss auch 1721 erneut einen Schlossbrand gegeben haben) wieder aufgebaut. Johann von Miller setzte in Vorbach keinen Pächter, sondern einen Lohnbauern ein, der ein festes Gehalt bezog. Aus finanziellen Gründen war er 1730 wegen seiner Schulden gezwungen, seine Hofmark an Elias Martin Erzgraber, kurfürstlicher Gerichtsschreiber zu Kemnath, zu verkaufen. Der neue Besitzer verstarb bereits 1748, er hatte zumindest das Schloss wieder aufbauen lassen. Seine Erben waren mit der neuerlichen Belehnung einverstanden, verkauften aber am 21. Mai 1761 an den weiteren Bürgerlichen Johann Adam Gradl. Dieser verstarb 1789 und wurde in einer Gruft in der St.-Anna-Kirche begraben. Seine Witwe Margreth Gradl verkaufte am 1. Juni 1790 das Gut an Joseph von Miller, den Enkel des bereits früher genannten Hofmarkbesitzers. 1811 übergab dieser es an seinen Sohn Jakob von Miller. Für das Jahr 1812 ist vermerkt, dass ein Freiherr von Ebertz aus Waidhaus das millersche Schlossgut an den Bauern Andreas Hecht aus Fuchsmühl verkaufte und dieser wieder an den Forstmeister von Haider von Kulmain († 1820). Dessen Witwe, eine geborene von Dippel, verkaufte an Graf Maximilian von Holnstein auf Altenhammer. Bereits am 12. August 1837 kam das wieder als Rittergut bezeichnete Vorbach an Freiherrn von Dippel, Posthalter von Kirchenthumbach. Er verstarb an „Nervenfieber“ überraschend mit 31 Jahren am 2. Februar 1840 und seine Witwe verkaufte das Gut an Generalmajor Ernst Freiherr von Hirschberg auf Schlammersdorf. Dieser begann mit dem Ausverkauf der Hofmarksgüter.
Am 30. Januar 1857 erwarb Anna Brunner das ehemalige Schlossgut bzw. das, was von den Schlossgründen noch übrig war, und übergab es am 6. Mai 1868 an ihren Sohn Joseph Brunner. Unter der Familie Brunner wurde wieder ein Teil der früheren Gründe zurückgekauft. Am 10. August 1891 erfolgte der Verkauf an Martin und Kunigunde Kellermann. 1897 fiel es in die Hand des Grundstücksspekulanten Johann Hollederer aus Neukirchen. Dieser verkaufte wieder einen Teil der Grundstücke am 23. Oktober 1897 an den Bauern Joseph Groher aus Ortlesbrunn (heute Ortsteil von Auerbach). Dieser starb am 29. September 1899 und seine Witwe verehelichte sich ein Jahr später mit Johann Meierhofer, Bierbrauer aus Zangenstein bei Schwarzhofen. Deren Sohn Joseph Meierhofer übernahm am 27. Juli 1954 den Hof, kam aber am 23. September 1965 durch einen Autounfall ums Leben. Er war verheiratet mit Barbara Ackermann aus Feilersdorf, und das Ehepaar hatte die Tochter Anneliese, die sich mit dem Bierbrauer Joseph Schickentanz aus Schneeberg verehelichte. Diese waren einstweilen die letzten Besitzer des ehemaligen Schlossgutes.

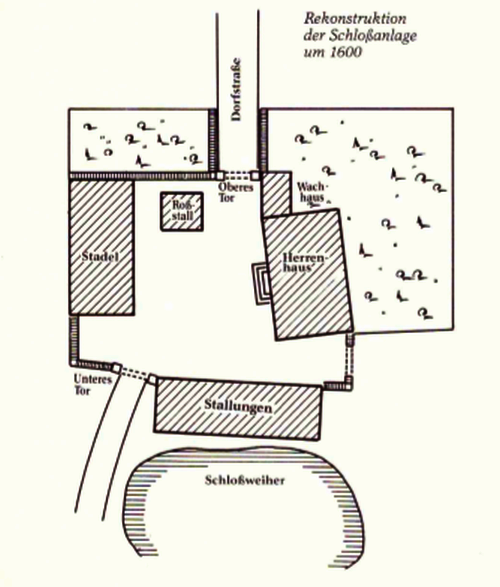
Lageplan von Schloss Vorbach um 1600 nach Albert Biersack (1988)

## Baulichkeit
Bei dem Wiederaufbau des Schlossgutes im Jahre 1591 kann man davon ausgehen, dass dieses aus einem Herrenhaus, einem Wachhaus, einem heute noch bestehenden Stadel und Stallungen, die unmittelbar am Schlossweiher lagen, bestanden hat. Die Anlage wurde durch eine Mauer sowie ein oberes und ein unteres Tor geschützt. Das Äußere des Schlosses wurde vor seinem Abbruch so beschrieben: „Mit seinem Walmdach und dem aus schweren Quadern gefügten, massigen Baukörper stellt es sich unverwechselbar als eines jener alten, schmucklosen, ländlichen Herrensitze vor, wie wir sie heute noch in manchen Dörfern unserer näheren und ferneren Heimat antreffen können.“
In jüngerer Zeit wurde das Gut von seinem Besitzer Joseph Schickentanz grundlegend umgestaltet. 1973 wurde das alte Herrenhaus abgerissen und durch ein neues Wohngebäude (heute Haus Nr. 14) ersetzt, 1980 verschwand der Gebäudetrakt zum Schlossweiher hin (ehemaliges Brauhaus, Eiskeller und Wagenremise) und wurde durch eine Schweinemastanlage ersetzt. Der alte Stadel von 1591 ist als halbe Ruine noch vorhanden. Der ehemalige Schlossteich, der zur Gewinnung von Kühleis für den Bierkeller gebraucht wurde, ist zugeschüttet.